# Elisabetta Lazzarini
Elisabetta Lazzarini (* 1662 in Venedig; † 9. Juli 1729 ebd.) war eine italienische Malerin der venezianischen Schule in der Renaissance.

## Leben und Werk
Lazzarini war Tochter eines Barbiers und die Schwester und Schülerin des Malers Gregorio Lazzarini. Ihr Malstil soll dem ihres Bruders so ähnlich gewesen sein, dass das einzige ihr nachweisbare Bild des Öfteren für das von Gregorio gehalten worden sei.
Mit Sicherheit ihr zugeschrieben ist das Gemälde Rebecca am Brunnen bzw. Elieser und Rebekka, das sich in der Kirche San Pantalon in Venedig befindet. Als weiteres Werk nennt das Künstlerlexikon Bénézit das Gemälde Martyrium des Heiligen Vitalis in der Kirche San Vidal in Venedig. Dieses Werk („Marter des Ortsheiligen“) wird auch Giovanni Antonio Pellegrini zugeschrieben.
Der Verbleib weiterer von ihr gemalten Gesellschaftsszenen und Stillleben ist unbekannt.